# Șoferii iadului
Șoferii iadului (titlul original: Hell Drivers) este un film dramatic englez, realizat în 1957 de regizorul Cy Endfield, protagoniști fiind actorii Stanley Baker, Herbert Lom, Peggy Cummins. Într-o scurtă secvență din film, se poate vedea Sean Connery într-unu din primele sale roluri, precum și actorii în devenire David McCallum și Jill Ireland.

## Conținut
„Joe Yately”, de toți numit Tom, tocmai a ieșit de la închisoare după un an de detenție pentru un accident comis din culpă și este decis să înceapă o nouă viață. Astfel se angajează la ”Hawlett”, o firmă de transport balast pentru construcții. Cartley, managerul firmei îi pune în vedere că singurul lucru care îl interesează, este să transporte pe zi cât mai multe basculante de pietriș. Repede își dă seama, că e o firmă agresivă și dacă faci prea puține curse pe zi, ești dat afară. Red, care era cel mai experimentat camionagiu, făcea 18 curse pe zi. Tom se împrietenește cu camionagiul Gino și cu secretata Lucy. Pe Tom îl intrigă mașinațiile unor colegi și recordul lui Red, pe care vrea să îl doboare. La început, Gino îl sfătuiește să renunțe la această idee, dar nereușind să-l convingă, i se alătură și îl ajută. Când Red cu ortacii săi fac front comun împotriva lui Tom, încep problemele. Tom sătul de toate șicanele lor s-a hotărât să-și facă bagajul, când Lucy îl anunță  că prietenul său Gino a avut un groaznic accident și este la spital. De asemenea îl lămurește de întreaga corupție din cadrul firmei de transport ”Hawlett”. La spital, Gino nesupraviețuind accidentului moare, iar Tom renunță la plecarea sa ca să își răzbune prietenul...

## Distribuție
- Stanley Baker – Tom Yately, șofer pe basculanta 13
- Herbert Lom – Gino Rossi, șofer pe basculanta 3
- Peggy Cummins – Lucy, secretara la firma „Hawlett”
- Patrick McGoohan – G. 'Red' Redman, șef de echipă, șofer pe basculanta 1
- William Hartnell – Cartley, managerul firmei „Hawlett”
- Wilfrid Lawson – Ed, mecanic la „Hawlett”
- Sid James – Dusty, șofer pe basculanta 22
- Jill Ireland – Jill, 'Pull Inn' chelneriță
- Alfie Bass – Tinker, șofer pe basculantă
- Gordon Jackson – Scottie, șofer pe basculantă
- David McCallum – Jimmy Yately, fratele lui Tom
- Sean Connery – Johnny Kates, șofer pe basculanta 19
- Wensley Pithey – Pop, șofer pe basculanta 4
- George Murcell – Tub, șofer pe basculantă
- Marjorie Rhodes – Ma West, proprietara
- Vera Day – blonda de la dans
- Beatrice Varley – D-na Yately, mama lui Tom
- Robin Bailey – asistentul de manager
- Jerry Stovin – Chick Keithley
- John Horsley – doctorul lui Gino
- Marianne Stone – asistenta lui Gino
- Ronald Clarke – Barber Joe
- Charles Lamb – proprietarul Cafenelei (neacreditat)
- Hal Osmond – casierul de la bilete (neacreditat)
- Ben Williams – Harry, portarul de la „Hawlett” (neacreditat)
- Ian Wilson – Gibson, casierul de la „Hawlett” (neacreditat)